# دانشکده حقوق دانشگاه دولتی باکو
دانشکده حقوق دانشگاه ایالتی باکو، یا دانشکده حقوق یکی از ۱۶ مدرسه (یا دانشکده) BSU است.

## تاریخچه
مطابق دستورالعملهای آذربایجان C (b) P در سال ۱۹۲۷ با تصمیم پرسنل اداری دانشگاه دولتی جمهوری آذربایجان و هیئت علمی علمی کمیسیون آموزش عمومی جمهوری، شعبه حقوقی در داخل گروه مطالعات شرقی این دانشگاه ایجاد شده‌است. در سال ۱۹۲۸ شعبه حقوقی به دانشکده حقوق تغییر یافت. دانشکده حقوق دارای سابقه ای قدیمی است و هزاران وکیل را آموزش داده‌است.

## همکاری بین‌المللی
این دانشکده با دانشگاه‌هایی مانند دانشگاه آنکارا، دانشگاه سلچوک، دانشگاه ایالتی مسکو، دانشگاه وورزبورگ،  دانشکده حقوق GWU و بسیاری دیگر همکاری‌های بین‌المللی دارد.

## بخش‌ها
- گروه تئوری و تاریخ حقوق
- وزارت حقوق قانون اساسی
- وزارت حقوق مدنی
- اداره دادرسی مدنی و حقوق تجارت
- گروه حقوق جزا
- گروه حقوق بین‌الملل عمومی
- «یونسکو» بخش حقوق و اطلاعات حقوق بشر
- اداره آئین دادرسی کیفری
- وزارت حقوق بین‌الملل خصوصی و اروپا
- وزارت کار و قانون تأمین اجتماعی[۳]

## اداره و جمعیت دانشجویی
این مدرسه بیش از ۱۰۰ پرسنل دانشگاهی دارد و در حال حاضر حدود ۱۹۰۰ دانشجو دارد.